# Elachistidae
Famille
Synonymes
- Cycnodiidae Busck, 1909
- Cycnodioidea Busck, 1909[1]

Les Elachistidae sont une famille de petits lépidoptères (papillons) qui regroupe environ 830 espèces. Leurs chenilles sont des larves mineuses de nombreuses plantes herbacées (Poaceae, Juncaceae et Cyperaceae principalement).

## Morphologie
Les adultes ont un corps allongé, relativement gracile. Au repos, les ailes sont repliées en arrière, les antérieures recouvrent les postérieures et l'abdomen. Ils possèdent des antennes moyennes ou longues, sans renflements, non pectinées chez les mâles. Les palpes maxillaires sont réduits, les palpes labiaux peuvent être bien développés ou rudimentaires. Le proboscis est bien développé. Les ailes antérieures ne présentent pas d'ocelles au-dessus.
La nervation des ailes antérieures comprend 10 à 12 nervures, celle des ailes postérieures est plus variable comprenant de 5 à 9 nervures. La nervation est dissimulée par les écailles.

## Liste des sous-familles
La systématique des Gelechioidea a beaucoup évolué depuis les années 2000 grâce aux progrès de la phylogénie, ce qui explique que les différentes sources peuvent donner des informations très différentes concernant le contenu de la famille des Elachistidae. Les dernières études concluent qu'elle contient les trois sous-familles suivantes :
- Elachistinae Bruand, 1850
- Agonoxeninae Meyrick, 1926
- Parametriotinae Capuse, 1971

D'autres sources citent aussi par exemple les Depressariinae, les Ethmiinae ou encore les Stenomatinae, qui appartiennent maintenant toutes à la famille des Depressariidae.

## Liste des genres présents en Europe
- Elachista Treitschke 1833
- Perittia Stainton 1854
- Stephensia Stainton 1858
- Urodeta Stainton 1869